# Lešinarski fond
Lešinarski fond je vrsta hedge fonda ili fonda privatnog kapitala koji investira u problematične vrijednosne papire, što označava vrijednosnice s dugom čije se namirenje smatra malo vjerojatnim ili nemogućim. Investitori koji ulažu u lešinarski fond stvaraju dobit kupovinom duga po diskontnoj cijeni na sekundarnom tržištu i zatim ga brojnim metodama prodaju po višoj cijeni od kupovne. Dužnici čijim se dugom trguje mogu biti tvrtke, države i pojedinci.  